# Atelecyclus
Atelecyclus là một chi cua trong họ Atelecyclidae.

## Các loài
Chi này gồm hai loài được ghi nhận:
- Atelecyclus rotundatus (Olivi, 1792)
- Atelecyclus undecimdentatus (Herbst, 1783)